# Koroški kmečki upor
Koroški kmečki upor je bil upor kmetov, ki se je zgodil leta 1478 na Koroškem. Kmetje so v uporu izvolili vodstvo kmečke zveze in sicer vplivno koroško kmečko družino Simetinger, postavljali so svoja sodišča ter zahtevali vpliv nad Cerkvijo, ki naj bi ga pridobili z izvolitvijo župnikov.
Uporniki so za nekaj mesecev pridobili oblast na upornem območju in odrekli opravljanje dajatve do graščakov. Dajatve so v tem času pobirali sami za potrebe kmečke zveze. Uporni Simetingerji so dobili tudi podporo rudarjev in podeželskih obrtnikov. Meščani Beljaka in fužinarji (steklarji) Hüttenberga so jim pomagali pri nabavi orožja. Cesarska vojska se je od 1. junija 1478 pripravljala za obračun s Simetingerji, njihov napad pa je preprečil vdor Turkov, ki so na Koroško vdrli 25. junija 1478. Turki so se pri Kokovem v ozki soteski ob reki Ziljici spopadli s Simetingersko vojsko pod poveljstvom Matjaža Simetingerja in jo premagali. Po zmagi so Turki tri tedne plenili (do približno 16. avgusta 1478) po pokrajini in najbolj prizadeli predele, kjer je bila kmečka zveza najmočnejša. Zdesetkana kmečka vojska je razpadla, cesarska vojska pa je nato vodje upornih kmetov polovila ter jih predala deželnim sodiščem, ki so jih kaznovala.